# أحمد فتحي (لاعب كرة قدم قطري)
أحمد فتحي منسي (مواليد 25 يناير 1993) هو لاعب كرة قدم قطري من أصول مصرية وهو ابن المدرب المصري فتحي عبدون يلعب حالياً مع النادي العربي في دوري نجوم قطر كلاعب وسط .
حيث وقد انضم إلى نادي لخويا عام 2014، وحقق  معه العديد من الإنجازات، منها لقب دوري نجوم قطر مرتين، ولقب كأس قطر مرتين.

## روابط خارجية
• أحمد فتحي منسي على موقع نبراس nibrseilm (العربية)
- أحمد فتحي منسي على موقع الاتحاد الأوربي (الإنجليزية)
- أحمد فتحي منسي على موقع قاعدة بيانات كرة القدم.إي يو (الإنجليزية)
- أحمد فتحي منسي على موقع ناشيونال فوتبول تيمز (الإنجليزية)
- أحمد فتحي منسي على موقع Soccerway.com (الإنجليزية)